# Caryville
Caryville es un pueblo ubicado en el condado de Washington en el estado estadounidense de Florida. En el Censo de 2010 tenía una población de 411 habitantes y una densidad poblacional de 50,31 personas por km².

## Geografía
Caryville se encuentra ubicado en las coordenadas 30°46′30″N 85°48′46″O / 30.77500, -85.81278. Según la Oficina del Censo de los Estados Unidos, Caryville tiene una superficie total de 8.17 km², de la cual 7.84 km² corresponden a tierra firme y (4.06%) 0.33 km² es agua.

## Demografía
Según el censo de 2010, había 411 personas residiendo en Caryville. La densidad de población era de 50,31 hab./km². De los 411 habitantes, Caryville estaba compuesto por el 62.04% blancos, el 32.6% eran afroamericanos, el 0.24% eran amerindios, el 0.49% eran asiáticos, el 0% eran isleños del Pacífico, el 0% eran de otras razas y el 4.62% pertenecían a dos o más razas. Del total de la población el 2.92% eran hispanos o latinos de cualquier raza.